# Phase finale de la Ligue des nations de la CONCACAF 2023-2024
Navigation
2022-2023 2024-2025
La phase finale de la Ligue des nations de la CONCACAF 2023-2024 est le tournoi final de la troisième édition de la Ligue des nations de la CONCACAF qui se tiendra du 21 au 24 mars 2024. Ce mini tournoi consiste à réunir les quatre demi-finalistes dans un même lieu. Puis, les deux demi-finalistes vainqueurs s'affrontent alors pour le titre, sur seulement quelques jours. Le vainqueur sera alors le second champion de la Ligue des nations.
La compétition est remportée par les États-Unis pour la troisième fois en autant d'édition, avec une victoire 2-0 contre le Mexique.

## Format et règlements
Les matchs de la phase finale sont à élimination directe. En cas de match nul à la fin du temps réglementaire, une prolongation de 2 fois 15 minutes est jouée ; un quatrième changement est alors autorisé. Si les 2 équipes sont toujours à égalité, une séance de tirs au but détermine le vainqueur. Enfin, tous les matchs bénéficieront de la technologie sur la ligne de but, et également de l'utilisation de la VAR pendant la phase finale.
Chaque nation doit fournir une liste de 23 joueurs, dont trois doivent être des gardiens. Chaque liste doit être définitive 10 jours avant le match d'ouverture. Un joueur qui déclare forfait avant le premier match de son équipe peut être remplacé, sous réserve de l’approbation finale de la CONCACAF.

## Qualifications
Les quatre pays vainqueurs des quarts de finale dans la Ligue A se qualifient pour la phase finale de la Ligue des nations.

### Équipes qualifiées
| Vainqueur          | Pays         | Date de qualification | Participations |
| ------------------ | ------------ | --------------------- | -------------- |
| Quarts de finale 1 | Panama       | 20 novembre 2023      | 2e             |
| Quarts de finale 2 | Jamaïque     | 21 novembre 2023      | 1er            |
| Quarts de finale 3 | États-Unis H | 20 novembre 2023      | 3e             |
| Quarts de finale 4 | Mexique      | 21 novembre 2023      | 3e             |

## Désignation du pays hôte

### Stade
Le 20 mars 2023, les États-Unis devient le pays hôte de la troisième édition de la phase finale de la Ligue des nations. La phase finale se déroulera à l'AT&T Stadium à Arlington,.

## Classement
Les quatre équipes sont classées en fonction de leurs résultats en quarts de finale pour déterminer les affrontements en demi-finale. La première tête de série joue la quatrième tête de série et la deuxième tête de série joue la troisième tête de série.
| Rang | Équipe     | Pts | J | G | N | P | Bp | Bc | Diff |
| ---- | ---------- | --- | - | - | - | - | -- | -- | ---- |
| 1    | Panama H   | 6   | 2 | 2 | 0 | 0 | 6  | 1  | +5   |
| 2    | États-Unis | 3   | 2 | 1 | 0 | 1 | 4  | 2  | +2   |
| 3    | Jamaïque   | 3   | 2 | 1 | 0 | 1 | 4  | 4  | 0    |
| 4    | Mexique    | 3   | 2 | 1 | 0 | 1 | 2  | 2  | 0    |

## Tableau
|  | Demi-finales             | Demi-finales             | Demi-finales             | Demi-finales             |                               |         | Finale                   | Finale                   | Finale                   | Finale                   |
|  |                          |                          |                          |                          |                               |         |                          |                          |                          |                          |
|  | 21 mars 2024 - Arlington | 21 mars 2024 - Arlington | 21 mars 2024 - Arlington | 21 mars 2024 - Arlington |                               |         | 24 mars 2024 - Arlington | 24 mars 2024 - Arlington | 24 mars 2024 - Arlington | 24 mars 2024 - Arlington |
|  | Panama                   | Panama                   | 0                        | 0                        |                               |         | 24 mars 2024 - Arlington | 24 mars 2024 - Arlington | 24 mars 2024 - Arlington | 24 mars 2024 - Arlington |
|  | Panama                   | Panama                   | 0                        | 0                        |                               |         | 24 mars 2024 - Arlington | 24 mars 2024 - Arlington | 24 mars 2024 - Arlington | 24 mars 2024 - Arlington |
|  | Mexique                  | Mexique                  | 3                        | 3                        |                               |         | 24 mars 2024 - Arlington | 24 mars 2024 - Arlington | 24 mars 2024 - Arlington | 24 mars 2024 - Arlington |
|  | Mexique                  | Mexique                  | 3                        | 3                        | Mexique                       | Mexique | 0                        | 0                        |                          |                          |
|  | 21 mars 2024 - Arlington |                          |                          |                          | Mexique                       | Mexique | 0                        | 0                        |                          |                          |
|  |                          |                          | États-Unis               | États-Unis               | 2                             | 2       |                          |                          |                          |                          |
|  | États-Unis               | États-Unis               | États-Unis               | États-Unis               | 2                             | 2       | 3 ap                     | 3 ap                     |                          |                          |
|  | États-Unis               | États-Unis               |                          |                          |                               |         |                          | 3 ap                     |                          |                          |
|  | Jamaïque                 | Jamaïque                 | 1                        | 1                        |                               |         |                          |                          |                          |                          |
|  | Jamaïque                 | Jamaïque                 | 1                        | 1                        | Match pour la troisième place |         |                          |                          |                          |                          |
|  |                          |                          |                          |                          |                               |         |                          |                          |                          |                          |
|  | 24 mars 2024 - Arlington |                          |                          |                          |                               |         |                          |                          |                          |                          |
|  | Panama                   | Panama                   | 0                        | 0                        |                               |         |                          |                          |                          |                          |
|  | Panama                   | Panama                   | 0                        | 0                        |                               |         |                          |                          |                          |                          |
|  | Jamaïque                 | Jamaïque                 | 1                        | 1                        |                               |         |                          |                          |                          |                          |
|  | Jamaïque                 | Jamaïque                 | 1                        | 1                        |                               |         |                          |                          |                          |                          |

### Demi-finales
| 21 mars 2024 | États-Unis                          | 3 - 1 ap                | Jamaïque  | AT&T Stadium, Arlington                       |                                               |
| 19h00 UTC-4  | Burke 90+6e (csc) · Wright 96e 109e | (0 - 1, – 2 - 0, 2 - 0) | 1re Leigh | Spectateurs : 40 926 Arbitrage : Selvin Brown | Spectateurs : 40 926 Arbitrage : Selvin Brown |
| 19h00 UTC-4  | Rapport                             |                         |           | Spectateurs : 40 926 Arbitrage : Selvin Brown | Spectateurs : 40 926 Arbitrage : Selvin Brown |

| 21 mars 2024 | Panama  | 0 - 3   | Mexique                                 | AT&T Stadium, Arlington                       |                                               |
| 22h15 UTC-4  |         | (0 - 2) | 40e Álvarez · 43e Quiñones · 67e Pineda | Spectateurs : 40 926 Arbitrage : Walter López | Spectateurs : 40 926 Arbitrage : Walter López |
| 22h15 UTC-4  | Rapport |         |                                         | Spectateurs : 40 926 Arbitrage : Walter López | Spectateurs : 40 926 Arbitrage : Walter López |

### Match pour la troisième place
| 24 mars 2024 | Panama  | 0 - 1   | Jamaïque      | AT&T Stadium, Arlington |                        |
| 18h00 UTC-4  |         | (0 - 1) | 42e Lembikisa | Arbitrage : Tori Penso  | Arbitrage : Tori Penso |
| 18h00 UTC-4  | Rapport |         |               | Arbitrage : Tori Penso  | Arbitrage : Tori Penso |

### Finale
| 24 mars 2024 | Mexique | 0 - 2   | États-Unis            | AT&T Stadium, Arlington  |                          |
| 21h15 UTC-4  |         | (0 - 1) | 45e Adams · 63e Reyna | Arbitrage : Drew Fischer | Arbitrage : Drew Fischer |
| 21h15 UTC-4  | Rapport |         |                       | Arbitrage : Drew Fischer | Arbitrage : Drew Fischer |

## Statistiques et récompenses
| Classement de la phase finale de la Ligue des nations |            |                               |
| \| Place \| Nation \| Stade de la compétition \| \| ------------------ \| ---------- \| ----------------------------- \| \| Médaille d'or \| États-Unis \| Vainqueur \| \| Médaille d'argent \| Mexique \| Finale \| \| Médaille de bronze \| Jamaïque \| Vainqueur de la petite finale \| \| 4 \| Panama \| Perdant de la petite finale \| |            |                               |
| Place | Nation     | Stade de la compétition       |
| Médaille d'or | États-Unis | Vainqueur                     |
| Médaille d'argent | Mexique    | Finale                        |
| Médaille de bronze | Jamaïque   | Vainqueur de la petite finale |
| 4 | Panama     | Perdant de la petite finale   |

### Récompenses individuelles
| Catégorie        | Lauréats        |
| ---------------- | --------------- |
| Meilleur joueur  | Giovanni Reyna, |
| Meilleur gardien | Matt Turner     |

### Équipe-type
| Poste      | Joueurs           |
| ---------- | ----------------- |
| Gardien    | Matt Turner       |
| Défenseurs | Antonee Robinson  |
| Défenseurs | Michael Hector    |
| Défenseurs | César Montes      |
| Défenseurs | Dexter Lembikisa  |
| Milieux    | Edson Álvarez     |
| Milieux    | Tyler Adams       |
| Milieux    | Weston McKennie   |
| Attaquant  | Giovanni Reyna    |
| Attaquant  | Christian Pulisic |
| Attaquant  | Haji Wright       |